# ECM Records
ECM Records (für Edition of Contemporary Music) ist ein 1969 von Manfred Eicher, Manfred Scheffner und Karl Egger gegründetes unabhängiges Plattenlabel. Es gilt in Bereichen des zeitgenössischen Jazz und der zeitgenössischen Klassik als führend und hat bis März 2020 mehr als 1600 Alben veröffentlicht.
ECM ist unabhängig geblieben, die Distribution wird länderspezifisch über Vertriebspartner abgewickelt – beispielsweise in Deutschland, Frankreich, Japan, Kanada und den USA vom Großkonzern Universal Music Group.
Initiator und Financier war Karl Egger, der die Kosten für die Firmengründung und die Produktionskosten der ersten Veröffentlichung übernahm und bis heute mit Eicher Geschäftsführer des Unternehmens ist. Zudem stellte er lange Zeit die Geschäftsräume in München-Pasing in der Gleichmannstraße zur Verfügung. Eicher ist seit der Gründung Produzent von ECM. Heute ist das Label in Gräfelfing ansässig.

## Geschichte

### Pionierjahre
Die erste Veröffentlichung des Labels war das von Manfred Scheffner produzierte und im Ludwigsburger Tonstudio Bauer aufgenommene Album Free at Last des Pianisten Mal Waldron. ECM brachte es im Januar 1970 in einer ersten Auflage von 500 Stück auf den Markt. Dank der Begeisterung für Waldron in Japan konnten bis Jahresende weitere Produktionen folgen: Es handelte sich um das Album Just Music eines Kollektivs um Alfred Harth, ein als Lizenz erworbenes Trioalbum Paul Bley with Gary Peacock sowie Afternoon of a Georgia Faun des Ensembles von Marion Brown, in dem u. a. Anthony Braxton und Chick Corea sowie Bennie Maupin, Jeanne Lee und Andrew Cyrille spielten.
Eicher sah sich immer als Pionier neuer Musikströmungen. So veröffentlichte ECM bereits 1978 Music for 18 Musicians (1974–1976) von Steve Reich, ein Schlüsselwerk der notierten Musik des 20. Jahrhunderts und des Minimalismus. Das Werk ist heute fester Bestandteil der Aufführungspraxis zeitgenössischer Musik.
ECM war mit diesen Produktionen auch geschäftlich erfolgreich. Eicher produzierte danach Elektroakustische Musik der Music Improvisation Company um Derek Bailey, Hugh Davies, Evan Parker und Jamie Muir, eine Platte des Wolfgang Dauner Trios (Output) und Robin Kenyattas Girl from Martinique. Für Aufnahmen mit Jan Garbarek fuhr er nach Oslo, wo er den Toningenieur Jan Erik Kongshaug kennenlernte. Er ließ die Kontrabassisten Barre Phillips und Dave Holland im Studio aufeinandertreffen (Music from Two Basses) und nahm mit Bobo Stenson und der Band von Terje Rypdal ebenso auf wie mit dem Chick Corea Trio (mit Dave Holland und Barry Altschul). 1971 kaufte ECM die Rechte an einem Rundfunkmitschnitt eines Konzertes in Paris, bei dem das aus diesem Trio mit Anthony Braxton entstandene Quartett seine der Creative Music zugewandte Musik präsentierte (das erste Doppelalbum von ECM).
Das Label konzentrierte sich zunächst auf europäischen Free Form und Avantgarde Jazz. Ab 1972 kamen dann zunehmend Produktionen von amerikanischen Jazzmusikern hinzu, die sich aufgrund des Rockmusik-Trends nicht mehr richtig von den großen Plattengesellschaften betreut fühlten.

### Erfolge mit Keith Jarrett
Im November 1971 ging Eicher zum ersten Mal mit Keith Jarrett ins Studio, um das Solo-Album Facing You einzuspielen. Es folgte die großorchestrale Produktion In the Light und eine erste von ECM betreute Solotournee von Keith Jarrett. 1974 brachte ECM das Dreifach-Album Solo Concerts Bremen/Lausanne heraus mit zwei der ersten frei improvisierten Solokonzerte Jarretts, die auf dieser Tournee entstanden. Ein Jahr später veröffentlichte das Label vom selben Interpreten The Köln Concert, die vermutlich erfolgreichste und meistverkaufte Klaviersoloaufnahme überhaupt.

### ECM New Series
Seit 1984 veröffentlicht ECM klassische Musik unter dem Titel ECM New Series. Dabei widmet sich ECM sowohl der Neuaufnahme Alter Musik (etwa von Thomas Tallis) als auch der Ersteinspielung zeitgenössischer Komponisten (zum Beispiel von Arvo Pärt, dessen Tabula rasa den Anfang für dieses Sublabel setzte, oder von György Kurtág).

### Aktuelle Entwicklungen
Mit dem Vertrieb Universal Music hat ECM seine langjährige enge Kooperation im Jahr 2011 vertraglich langfristig verlängert.
ECM verweigerte sich über viele Jahre dem Musikstreaming und stellte seinen Katalog bei den entsprechenden Online-Anbietern nicht zur Verfügung. Im November 2017 änderte das Label diesen Kurs.
Im Jahre 2019 feiert ECM das 50-jährige Bestehen unter anderem mit einer Retrospektive und Meilensteinen aus dem Archiv.

## Programm
Einige Produktionen verbinden Jazz und Klassik, insbesondere das wegweisende Album Officium von 1994, das Jan Garbarek gemeinsam mit dem Hilliard Ensemble aufnahm. Zum Gesang des Ensembles aus dem 13. bis 16. Jahrhundert gestaltete Garbarek Saxophon-Soli. Andere Produktionen verbinden im Sinne des Ethno-Jazz nicht-europäische Musikkulturen mit dem Jazz-Idiom, beispielsweise zahlreiche Alben des tunesischen Komponisten und Oud-Virtuosen Anouar Brahem. Eicher selbst spricht von Musik, die „in der melodischen Freiheit noch Raum für Klänge“ lässt. Das New Grove Dictionary of Jazz kennzeichnet den Stil des Labels als „Kombination freier chromatischer Improvisationen mit simplen Bass- und Schlagzeugostinati.“
Als Markenzeichen von ECM gilt insbesondere der herausragende Klangstandard seiner Aufnahmen, für die in den ersten Jahren bei den meisten Produktionen Jan Erik Kongshaug und Martin Wieland als Toningenieure verantwortlich zeichnete. Eicher konnte mit den Toningenieuren und Musikern seine eigenen, reduktionistischen Klangvorstellungen realisieren.
Wolfram Knauer stellt eine Besonderheit aller ECM-Produktionen fest: „Sie beginnen mit drei Sekunden Stille, einer kontemplativen Einstimmung auf die folgende Musik, auf Durchsichtigkeit, Klarheit, Raum, Atem oder Weite.“ Neben dem besonderen Augenmerk auf die Aufnahmetechnik sind in ECM-Aufnahmen langsame Tempi recht häufig. Die Pianistin Julia Hülsmann hat einmal in einem Interview über Manfred Eichers Einfluss im Studio festgestellt, „er nehme ihr jedes Mal die Hälfte der Töne weg.“ Zwar hat es viele Versuche gegeben, die ECM-Musik als „einen Stil“ zu definieren. Genannt wurde hier „die Bevorzugung langsamer Tempi“, aber auch „die Gestaltung des Raumklangs“ sowie „das Arrangement von Mikrofonen bei der Aufnahme“. Nach Ansicht von Thomas Steinfeld führen derartige Versuche „in die Irre. Für jedes Beispiel, das die Gegenwart eines Stils belegen soll, finden sich andere, die der Annahme widersprechen. Will man wissen, was ECM tatsächlich tut, ist die Kategorie des Netzes tauglicher.“
Wichtig für das Erscheinungsbild des Labels ist auch die markante Cover-Gestaltung. Für das Design der Coverhüllen war zunächst die Grafikerin Barbara Wojirsch verantwortlich. In den 1980er Jahren folgte ihr Dieter Rehm, der für die Works-Reihe auch Fotografien seines Lehrers Gerd Winner verwendete, mit einem sehr ähnlichen Ansatz. Daneben traten Fotografien von Roberto Masotti. Zudem zeichnet sich die Gestaltung der Alben-Cover dadurch aus, dass nach Möglichkeit auf begleitende Texte verzichtet wurde.
ECM vertreibt auch die Alben des Labels WATT mit der Musik von Carla Bley, Michael Mantler, Karen Mantler sowie Steve Swallow und des brasilianischen Labels CARMO von Egberto Gismonti. Des Weiteren wurde über ECM das Label JAPO vertrieben, auf dem Alben von Mal Waldron, Abdullah Ibrahim, Herbert Joos, Manfred Schoof, Urs Leimgruber und anderen erschienen.
Zahlreiche Filmemacher wie zum Beispiel Michael Mann (Heat, The Insider) oder Theo Angelopoulos (Landschaft im Nebel) greifen auf Musik des Labels ECM zurück. Seit 1991 besteht zudem eine Zusammenarbeit mit Jean-Luc Godard.

## Besondere Projekte
1996 brachte die Gesellschaft ein Buch mit dem Titel Sleeves of Desire heraus, das sich mit der Geschichte der Coverkunst des Labels befasste und alle bis dahin erschienenen Motive auflistete. Das 2009 erschienene Buch Der Wind, das Licht. ECM und das Bild vertieft dieses Thema weiter; es enthält Abbildungen der Cover und Texte von Thomas Steinfeld, Geoff Andrew, Katharina Epprecht, Ketil Bjørnstad und Herausgeber Lars Müller.
Das Buch Horizons Touched: The Music of ECM enthält eine umfangreiche, von Steve Lake und Paul Griffiths zusammengestellte Geschichte des Labels, zu der etwa 20 Autoren, darunter Manfred Eicher selbst, Beiträge beisteuerten. Ergänzt wird das Buch mit Äußerungen zum Label von über 100 Musikern, Gruppen sowie von mit ECM verbundenen Künstlern, wie zum Beispiel dem Regisseur Jean-Luc Godard und dem Cover-Designer Dieter Rehm.
Nils Petter Molvær veröffentlichte zu seinem Debütalbum Khmer, einem Werk, das mit Electronica-Elementen populäres Neuland betrat, zwei CD-Singles und ein Video – dies blieb zunächst ein einmaliges Experiment von ECM. Im Herbst 2009 veröffentlichte ECM DVDs von Filmen: Neben dem von Eicher realisierten Film Holozän nach Max Frisch erschien auch eine DVD mit vier Kurzfilmen von Godard, die dieser zwischen 1993 und 2002 produzierte.

## Preise und Auszeichnungen
- 1980: Down Beat: Record Label of the Year
- 2005: MIDEM Classical Awards: Label of the Year
- 2007: MIDEM Classical Awards: Label of the Year; Jazz Journalists Association: Label of the Year

Seit 2008 wurde ECM Records zum zehnten Mal von den Kritikern im Kritiker-Poll der Zeitschrift Down Beat zum „Plattenlabel des Jahres“ und parallel Manfred Eicher zum „Produzenten des Jahres“ gewählt. 2011 erhielt das Label auch von JazzWeek einen Preis als Record Label of the Year.